# Куртишоара (Добрецу)
Куртишоара (рум. Curtișoara) насеље је у Румунији у округу Олт у општини Добрецу. Oпштина се налази на надморској висини од 192 m.

## Становништво
Према подацима из 2011. године у насељу је живело 336 становника.